# Omar Méndez
Omar Pedro Méndez (født 7. august 1935) er en uruguayansk tidligere fodboldspiller (angriber).
Méndez spillede 10 kampe og scorede to mål for det uruguayanske landshold. Han var en del af landets trup til både VM 1954 i Schweiz og til VM 1962 i Chile. På klubplan spillede han blandt andet for Montevideo-storklubben Nacional og for Independiente i Argentina.